# 妖怪キング
『妖怪キング』(原題：The Yokai King) は、2022年に公開予定の小山田真主演の日本映画。すべて沖縄県内各地で撮影。
沖縄県各地の魅力を本編を通じて日本国外に配信することを目的として、沖縄諸島周辺で伝承されてきた伝説上の生物、妖怪であるキジムナーやフィクションの妖怪キャラクターなどを題材にしている。沖縄県庁で制作発表が行われている。

## あらすじ
主人公イッペーは、沖縄の海岸に流れ着いた双子椰子の実から生まれる。幼少時から妖怪や魔物を見ることができ、不完全なサイキック能力を持っていた。その特異性から、学校・近所からは疎外され、キジムナーと遊ぶ日々を送る。
小学生を終えるころ、マジムンに襲われたことが原因で、養母であるハーティが負傷する。それ以来、ハーティは介護施設で暮らすことになり、イッペーはアワティから空手を学ぶが、次第に心を閉ざし、キジムナーと遊ぶこともなくなる。
青年となったイッペーは、夜な夜な街を徘徊し、チンピラたちを相手にケンカを繰り返す日々を送っていたために「マジムン・イッペー」と呼ばれ、更に疎まれるようになる。イッペーは度々マジムンと遭遇し、空をかける邪悪な波動を感じていた。そんな中、幼なじみのカナがマジムンにさらわれる。イッペーは戦いの中で知り合った、オサキたち妖怪と共に、カナを取り戻す決意をする。
同じころ、酒呑童子は突然現れたナイアルによって、身内の鬼を皆殺しにされる。復讐に燃える酒呑童子は、ナイアルにオサキの気配を嗅ぎつけて、イッペーの元に現れる。ヌコの能力によって、カナがアメリカに連れ去られたことを知ったイッペーたちは、酒呑童子を伴って、アメリカに向けて旅立つ。
アメリカで知り合うキャット、ジャッキーら、地元の魔物の協力も得て、ダゴンの居所を突き止めたイッペーたち。駆けつける天狗、シャチも加わり、最後の総力戦に挑む。
苦戦の末、ダゴンを倒したイッペーたちは、沖縄での平和な暮らしに戻る。

## 登場人物
イッペー
演 - 小山田真
椰子の実から生まれた青年。不思議な力を持つ。マジムンにカナをさらわれ、助け出すためにアメリカに渡る。
カナ
演 - 仲間リサ
イッペーの幼なじみ。「神さまの声」を受け継ぐ少女。そのせいでマジムンにさらわれる。
オサキ
演 - サキ
銀髪九尾の狐妖怪。インド、中国、日本を渡り歩いた大妖怪・白面金毛九尾の娘。イッペーにとり憑いて力を貸す。
ヌコ
演 - キキ・スケザネ
カナにとり憑いている化け猫。力が弱いため、カナを守りきれず、シャチにカナを奪われてしまう。カナ奪還のために、イッペーと共に旅立つ。地球の裏側でも、カナの気配を感じることができる。
ナイアル
演 - 西川カーク
這い寄る混沌、千の顕現とも呼ばれる。ダゴンに使える魔神。実際は自分の野望のためにダゴンも欺いている、謎の男。
酒呑童子
演 - T.J.・カヤマ
日本の鬼の王。ナイアルがイッペーとの共通の敵であることを知り、イッペーたちに協力する。
シャチ（名古屋外郎）
演 - ラッシュ・ニコラス
人間界に紛れて暮らす、鯱族の青年。龍になることに憧れ、ナイアルに騙されてカナをさらう。
天狗
演 - 虎島キンゴロウ
日本妖怪の総大将。自身をオサキの保護者だと言い張っている。常にオサキを気にかけ、世話を焼こうとする。
牛鬼
演 - ヴァネッサ・パン
酒呑童子の飲み友達。元々は敵対していたが、気まぐれと酒呑童子への想いから、共に旅立つ。
アワティ
演 - 井上孝義（こうぎ）
イッペーの養父。空手の達人でもある。
ハーティ
演 - 福祉きょうこ
イッペーの養母。マジムンに襲われ、現在は介護施設で過ごしている。

## スタッフ
- 監督：牧野裕二
- 撮影監督：黒石信淵
- 製作総指揮：服部マーク、猪狩茂、玉城惇博、宮里ゆき
- プロデューサー：ヒロコ・スタンホープ、岡田ゆきこ
- 脚本：宮下かず
- スタントアクション：翁長大輔
- スタントコーディネーター：井上孝義
- 編集：知花たけし
- キャスティング：村田ゆみ
- プロダクション・デザイン：橋本やすし
- プロダクション・コーディネーター：横手みさこ
- メイクアップ・デザイナー：アキヒト

## 撮影
撮影は、那覇市内で開始され、１ヶ月半で沖縄市、北谷町、那覇市などで全編が撮影された。
今回の撮影に使われた米レッド・デジタル・シネマカメラ・カンパニー開発の最新デジタル・ビデオカメラRED EPICには、「Dragon」という6K解像度にまで対応した最新型CMOSイメージセンサが使用されている。最大解像度で撮影する事でマスターが4Kという高解像度でもほぼ劣化する事無く編集でリフレーミングといった加工を自由に行う事が出来る。RED EPICを含めた大半の撮影機材は、沖縄に本社を置く沖縄映像センター株式会社から提供されている。
撮影の一部は、建設途中のまま工事が中断し30年以上放置されたままになり廃墟と化している中城高原ホテルで数日間行われている。過去に中城高原ホテルでは、建設中にいろいろ事故が起こっており地元ではあまり縁起の良くない場所で知られている。
撮影のスタントなどのアクションシーンは、沖縄県内で展開されているヒーローテレビ番組「琉神マブヤー」で出演している翁長大輔を中心とするスタントチームが手がけている。また、そのスタントチームのスタントマンも配役で出演している。